# عزت الدولة
عزت‌ الدولة أو ملك زاده خانم أو ملكناسه خنوم (1834 أو 1835-27 يونيو 1905)، كانت ابنة محمد شاه قاجار ملك جهان خانم وأخت ناصر الدين شاه قاجار. تزوجت عزت الدولة أربع مرات في حياتها.

## حياتها
ولدت عزت الدولة في كهنمو بالقرب من تبريز في شمال غرب إيران. تزوجت عزت الدولة أربع مرات. المرة الأولى عندما تزوجت ميرزا محمد تقي خان فراهاني عام 1849. انتهى الزواج بعد مقتل أمير كبير في 10 يناير 1852. في المرة الثانية تزوجت من ميرزا كاظم نظام الملك ابن ميرزا آقا خان نوري. استمر الزواج سبع سنوات، حتى طلقت عزت الدولة زوجها وتزوجت للمرة الثالثة من ابن عمها أنوشيرفان خان قاجار. بعد وفاة أنوشيرفان خان قاجار عام 1868، تزوجت عزت الدولة للمرة الرابعة من ميرزا يحيى خان موشير الدولة عام 1868.

## أطفال
عزت الدولة لديها ابنتان من زوجها الأول أمير كبير: تاج الملوك وهمدم الملوك.

## الوفاة
توفيت عزت الدولة في 27 يونيو 1905 ودفنت في أصفهان.